# Robbert Hoffmann
Robbert Hoffmann (Bussum, 30 september 1963) is een Nederlands oud-honkballer.
Hoffmann kwam zijn gehele honkballoopbaan, die duurde van 1982 tot 1992, uit voor de Bussumse vereniging HCAW. Met het eerste team kwam hij uit in de hoofdklasse. Net als zijn vader, de oud-international Rob Hoffmann, had hij als werper een zeer grote controle en gooide een laag percentage wijd-ballen. Een chronische schouderblessure noopte hem zijn topsportcarrière te beëindigen. Hoffman was nadien als coach van een damessoftbalteam nog  actief binnen zijn vereniging.